# Henri-François de La Rochefoucauld
Pour les autres membres de la famille, voir Maison de La Rochefoucauld.
Henri-François de La Rochefoucauld, comte de Cousages, seigneur de Clavellier, de Brassac et autres terres, né le 17 août 1716 et mort en 1784, est un aristocrate et militaire français du XVIIIe siècle. Après des débuts dans l'infanterie pendant la guerre de Succession de Pologne il intègre la Marine royale et termine sa carrière au grade de vice-amiral, commandant de la flotte du Levant.

## Biographie

### Origines et famille
Henri-François de La Rochefoucauld descend de la Maison de La Rochefoucauld, l'une des familles nobles les plus anciennes d'Angoumois et de Saintonge, dont les membres ont joué, dans cette région et en France, un rôle de tout premier plan.
Son père, Henri de La Rochefoucauld, comte de Cousage (1659-1735), laisse de son mariage avec Marie Anne Henriette Plaisant de Bouchiat (v. 1678-1753), deux fils et une fille:
- Jean-Baptiste de la Rochefoucaud, marquis de Cousage, marié le 22/09/1746 à Etrepigny (Ardennes) avec Marie Gabriel Renart de Fuschsamberg, mort sans enfants, en 1753
- Henri-François, comte de Cousage, chef d’escadre en octobre 1764 ;
- une fille, abbesse de Saint-Sauveur d'Évreux à partir de 1743

Le 10 avril 1766, il épouse Louise-Françoise de Rochechouart, fille de Jean-Louis de Rochechouart, officier de marine. Son épouse était la veuve de Joseph Le Brun, marquis de Dinteville.

### Carrière militaire

#### Dans l'infanterie pendant la guerre de Succession de Pologne
Il sert d’abord dans l'infanterie et assiste, en qualité de lieutenant dans le régiment de la Vieille-Marine, au siège de Philipsbourg en 1734, pendant la guerre de Succession de Pologne, sous les ordres du maréchal de Berwick et du maréchal d'Asfeld. Il se distingue à l'attaque de l'ouvrage à corne de cette place après la reddition de laquelle il passe dans le service de la Marine.

#### Débuts dans la Marine royale
Il intègre une compagnie de gardes de la Marine au département de Toulon le 1er février 1735. Au mois de juillet suivant, il s'embarque comme aide d'artillerie sur le vaisseau Le Borie, commandé par M. de la Valette Laudun, chef d'escadre, faisant partie de la division aux ordres du marquis d'Antin. Le comte de Cousages fait, sur ce vaisseau, la campagne de Cadix qui dure six mois. En 1736, il embarque sur la frégate Le Zéphir commandée par le marquis de Caylus, capitaine de vaisseau, et destinée à croiser sur la côte d'Afrique contre les pirates de Salé. Passé en 1738, en qualité d'enseigne sur le vaisseau Le Ferme, il fait partie de l'escadre qui parcourt les échelles du Levant et les côtes de la Syrie et, au retour de cette expédition, il fait sur La Sibylle une croisière de quatre mois devant la Corse et dans le canal de Malte. Il est nommé enseigne de vaisseau en 1738 à l'issue de cette campagne.
Au désarmement, il se rend à Rochefort et sert sur La Néréide. Il embarque en 1740 sur le vaisseau Le Juste, commandé par le marquis de L'Estenduère, pour aller rejoindre à Brest, l'escadre du marquis d'Antin et passe ensuite sur le vaisseau Le Fleuron, commandé par M. Bart de la même escadre qui fait une campagne de huit mois aux Indes occidentales. Dans la promotion du 1er avril 1741, le comte de Cousages est nommé aide-major des armées navales au port de Brest. Il remplit les fonctions de ce grade jusqu'en 1744, époque à laquelle il embarque comme lieutenant sur l'un des vaisseaux de l'escadre du comte de Roquefeuil destiné à une croisière de quatre mois devant l'île d'Ouessant dans la Manche.

#### Guerre de Succession d'Autriche
En 1745, la guerre étant déclarée, le comte de Cousages embarque sur le vaisseau Le Juste et remplit les fonctions de major de l'escadre aux ordres du marquis de Nesmond, laquelle croise pendant six mois devant les caps Finisterre et Saint-Vincent. Créé chevalier de l'ordre de Saint-Louis en 1746, il embarque sur le Northumberland, qui fait alors partie de l'escadre aux ordres du duc d'Anville, destinée à une expédition sur la côte de l'Acadie. Ayant été promu au grade de lieutenant de vaisseau en février 1746, il reçoit une commission de capitaine de vaisseau en janvier 1747.

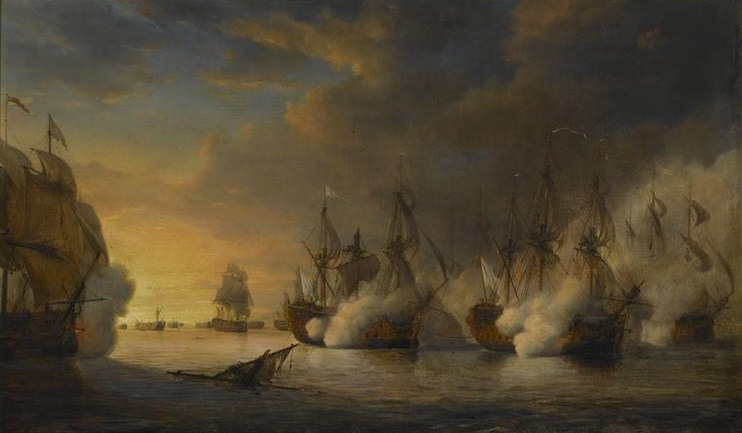
LIntrépide secourant le Tonnant à la bataille du cap Finisterre. La bataille dure plus de sept heures et ne s'achève qu'à la nuit tombante. Elle coûte six vaisseaux à la Marine royale.

Il embarque comme commandant en second à bord du Trident, commandé par le marquis d'Amblimont, dans l'escadre du marquis de l'Estenduère, destinée à convoyer une flotte de plus de 400 bâtiments. Cette escadre, composée seulement de huit vaisseaux de ligne, est attaquée le 25 octobre 1747 par dix-huit vaisseaux de ligne anglais. L'action s'engage à 10 h du matin. Sur les deux heures de l'après-midi, le capitaine du Trident ayant été grièvement blessé, le comte de Cousages en prend le commandement et, quoique blessé légèrement à la poitrine et au visage lui-même, il fait continuer le feu jusqu'à 21 h 30. Le Trident, démâté et enveloppé par les ennemis à portée de pistolet, est contraint de se rendre ainsi que l'avaient déjà fait six vaisseaux. Il est fait prisonnier et emmené en détention en Grande-Bretagne. Rentré en France en 1749, après la publication de la paix d'Aix-la-Chapelle, le comte de Cousages reçoit le commandement des frégates L'Émeraude et La Mutine et rend d'importants services à plusieurs places de commerce en croisant sur la barre de Salé.
En 1750, il prend le commandement de la frégate La Junon, dans l'escadre de M. de Macnemara, qui après avoir été successivement devant Lisbonne, Cadix, Alger et Tunis rentre au port de Toulon. En 1752, le comte de Cousages reçoit le commandement des frégates L'Aquilon et La Fidèle et va croiser dans les parages de la Martinique pour protéger le commerce. Il est nommé commandant des gardes du pavillon à Brest en 1755. Il est ensuite chargé de la protection des convois de l'Atlantique et, commande L'Aigle (50) lors de la campagne canadienne au sein de la flotte de Bullion de Montlouet en mai 1755. En 1756, il prend à Rochefort le commandement du vaisseau L'Aigle et se réunit à Brest à l'escadre de M. de Macnemara.

#### Guerre de Sept Ans
La guerre ayant été déclarée à la Grande-Bretagne, il commande le vaisseau Le Sphynx faisant partie de l'escadre aux ordres du comte de Conflans et lorsque les côtes de Bretagne sont menacées d'une descente on donne au comte de Cousages le commandement du bataillon des compagnies franches de la Marine qui se réunit aux troupes commandées à Brest par le duc d'Aiguillon. La même année, en 1756, à la demande du duc de Penthièvre, le comte de Cousages est nommé capitaine de la compagnie des gardes du pavillon amiral. En 1758, il commande les vaisseaux Le Courageux et Le Protée avec deux frégates au sein d'une escadre envoyée à la Martinique et Saint-Domingue.
Bien qu’ayant cessé de servir, il est nommé chef d'escadre en octobre 1764, puis lieutenant-général des armées navales le 24 septembre 1769.
Commandeur de Saint-Louis le 9 décembre 1771, il est décoré de la grand-croix de l'ordre royal et militaire de Saint-Louis le 25 août 1779 et nommé vice-amiral de la flotte du Levant le 7 juillet 1782, en remplacement du comte de Roquefeuil, décédé la même année.
Il meurt le 7 mars 1784, à l'âge de 67 ans. Le 11 mars, sa veuve reçoit une pension de 6 000 livres et le 14 mars, son fils, garde du corps, reçoit à la demande des ministres de la guerre et de la marine une pension de 1 800 livres pour moitié sur le budget du département de la guerre et pour moitié sur celui de la marine.

### Sources et bibliographie
- Anselme de Sainte-Marie, Histoire généalogique et chronologique de la maison royale de France, des pairs, grands officiers de la couronne et de la maison du roy sur Google Livres, Firmin Didot frères, fils et Cie, 1868, p. 410
- François-Alexandre de La Chenaye-Aubert, Dictionnaire de la noblesse sur Google Livres, La veuve Duchesne, 1778, p. 215
- Alexandre Mazas, Histoire de l'ordre royal et Militaire de Saint-Louis depuis son institution en 1693 jusqu'en 1830, volume 2, Firmin Didot frères, fils et Cie, Paris, 1860, p. 149 Lire en ligne
- Jean-Baptiste-Pierre Jullien de Courcelles, Histoire généalogique et héraldique des pairs de France : des grands dignitaires de la couronne, des principales familles nobles du royaume et des maisons princières de l'Europe, précédée de la généalogie de la maison de France, vol. 8, L'auteur, Paris, 1827, [lire en ligne] p. 100-102